# Feminismo de paja
El feminismo de paja es una forma de falacia del hombre de paja, argumento utilizado por antifeministas, en el que se utiliza una versión distorsionada o fabricada del feminismo en un intento de burlarse o descartar los argumentos feministas.
El feminismo de paja sería un personaje inventado que a menudo utiliza simplificaciones excesivas, tergiversaciones y estereotipos para desacreditar al feminismo en su conjunto.   Por ejemplo, las feministas de paja a menudo son representadas como promotoras de creencias incendiarias como la de que "todos los hombres son malvados".   La investigadora de medios Michele White argumenta que el feminismo de paja crea una carga para las feministas, de las que se espera constantemente que refuten la posición del feminismo de paja, con la intención de hacer que el feminismo sea desagradable para los posibles partidarios. 
El argumento del feminismo de paja tiene el siguiente formato:
- La persona 1 argumenta el punto feminista A.
- La persona 2 refuta el punto B como si fuera originada por el punto A. El punto B puede referirse al punto A, pero es una cuestión diferente o es una versión distorsionada del punto A.
- La persona 2 afirma que debido al argumento en contra del punto B, el punto A es inválido o incorrecto.

## Otras lecturas
- Levit, Nancy (1998). «The 'F' Word: Feminism and Its Detractors». The Gender Line: Men, Women, and the Law. New York University Press. pp. 123-167. ISBN 978-0-8147-5121-3.

- Datos: Q22909107